# Frans Withoos
Frans Withoos (Amersfoort, 1657 o 1665 - Hoorn, 1705) va ser un pintor i il·lustrador neerlandès de l'Edat d'Or neerlandesa.

## Biografia
Frans era el fill més jove dels vuit de Matthias Withoos i Wendelina van Hoorn. Quan el 1672 els francesos amenaçaven en apoderar-se de la ciutat d'Amersfoort, Matthias Withoos es va traslladar amb la seva família a Hoorn, lloc de naixement de l'esposa Wendelina.
Frans va ser alumne del seu pare i també els seus germans Alida, Maria, Pieter i Johannes, l'estil de la pintura el van seguir tots els seus fills., sobretot van pintar natures mortes, insectes, flors i ocells. Representat aquests temes en forma particularment realista
Va ser contractat per un comandant neerlandès per emprendre un viatge a l'antiga Batàvia, a l'illa de Java, i realitzar pintures de plantes i insectes característics del clima i el país pel Governador General Johannes Camphuys (1634-1695). Al seu retorn als Països Baixos, tanmateix, les seves obres van ser considerades molt inferiors a les que va pintar anteriorment.